# 김세윤 (법조인)
김세윤(金世潤, 1967년 9월 12일 ~ )은 지난날 전주지방법원 예하 부장판사 직책을 지낸 대한민국의 법조인이다.

## 주요 이력
지난날 서울중앙지방법원 예하 부장판사 직책에도 3년을 있었던 그는 2018년 4월 초순, 박근혜 전직 대통령의 국정농단 사건 1심 재판을 맡아 유죄를 판결하였다.

## 생애
그는 서울에서 태어나 휘문고등학교와 서울대학교 법대에서 수학하였고, 1993년 사법시험에 합격하여 군 법무관으로 병역을 이행하고, 육군 군법무관 대위 전역 후 서울지방법원 동부지원에 판사로 임용되었다.

## 주요 판결
박근혜 대통령의 국정농단 사건 1심 재판을 맡아 박근혜에게 18개 혐의 중 16개의 혐의를 유죄로 인정하고, 징역 24년 및 벌금 180억원을 선고하였다.